# Exército da Macedônia (Antiguidade)
Os Exércitos do Reino da Macedônia estão entre os mais reconhecidos e poderosos da antiguidade. Eles foram criados e expandidos por Filipe II, que os usou para subjugar a Grécia. Seu filho e sucessor, Alexandre III os usou para conquistar o Império Persa. As falanges macedônicas fizeram de Alexandre um dos maiores conquistadores da antiguidade.
Suas táticas de batalha e o uso das novas armas foram desenvolvidas por Filipe II, criando um exército profissional. Treinamentos e exercícios eram frequentes e os soldados eram doutrinados como uma força coesa.
O grosso do exército eram as falanges, a infantaria pesada. Táticas desenvolvidas por militares gregos, como Epaminondas, foram adotadas e melhoradas. Seus soldados usavam longas lanças (as sarissas), junto com pequenos escudos e espadas para apoio. Diferentes tipos de tropas também os acompanhavam, como infantaria leve, lanceiros, arqueiros e cavalaria. Sofisticadas armas de cerco também estavam a disposição. O uso de mercenários para apoio também era frequente.
Muitos dados sobre táticas de batalha foram perdidas com o tempo, mas sabem-se que eram sofisticadas.